# Lepadella cristata
Lepadella cristata är en hjuldjursart som först beskrevs av Rousselet 1893.  Lepadella cristata ingår i släktet Lepadella och familjen Lepadellidae. Arten är reproducerande i Sverige. Inga underarter finns listade i Catalogue of Life.